# Neil Mochan
Neil Mochan (Falkirk, 6 de abril de 1927 - 28 de agosto e 1994) foi um futebolista escocês que atuava como atacante.

## Carreira
Neil Mochan fez parte do elenco da Seleção Escocesa de Futebol, na Copa do Mundo de 1954 e 1958.[carece de fontes?]